# Azy-le-Vif
Azy-le-Vif è un comune francese di 231 abitanti situato nel dipartimento della Nièvre nella regione della Borgogna-Franca Contea.

## Società

### Evoluzione demografica
Abitanti censiti